# Jean-Pierre Duport (1749-1820)
Pour les articles homonymes, voir Jean-Pierre Duport et Duport.
Jean-Pierre Duport, né le 2 janvier 1749 à Termignon et mort à Lyon le 4 décembre 1820, est un négociant savoyard établi à Lyon, puis entrepreneur en Savoie. Il a créé à Annecy vers 1804, la manufacture de coton d'Annecy, qui emploie plus d'un millier d'ouvriers dès 1811.

## Biographie

### Origine et famille
Jean-Pierre Duport est né 2 janvier 1749 à Termignon, en Maurienne, dans le duché de Savoie. Il est le fils de Laurent Duport.
Il épouse Jeanne Perrin avec laquelle il a neuf enfants, dont :
- Jean-Dominique (1780 à Lyon -1849 à Turin), reprend l'affaire de son père. Il est fait baron de Termignon par le roi Charles-Albert de Sardaigne[2] ;
- Bernard-Victor (1788 - 1851) ;
- Rose Pierrette (1794 - 1849), épouse Clément-Victor-François-Gabriel Prunelle dit Victor Prunelle, maire de Lyon puis de Vichy ;
- Jean-Pierre dit Pedro (1796 - 1829), s'associe à son frère, Saint-Clair, dans des comptoirs mexicains ;
- Saint-Clair (1804 - 1882).

Son cousin homonyme, Jean-Pierre Duport, né à Faverges en 1756, a fondé la manufacture de mousselines et de broderie de Faverges, à la même période, et vu sa fille épouser le baron Nicolas Blanc.

### Carrière
Émigré à Lyon, il est négociant dans le coton, la laine et les soieries. Il est membre de la Chambre de commerce. Il vient s'installer à Annecy vers 1804 pour se lancer dans le coton. Il achète l'ancien couvent des Clarisses.
Il développe ainsi une filature de coton grâce au financement des banquiers Perrin de Chambéry. Il a épousé la fille de Louis Bonaventure Perrin de Lépin (1770-1842), comte de Lépin. Le coton est directement importé du Brésil, via Lisbonne. Les « 400 ouvriers y produisent, dès 1805, quarante tonnes de filés sur 8 000 broches de Jenny et les chiffres doubles en cinq ans ». Son entreprise croissant, il rachète les bâtiments voisins de l'hôpital général et l'ancien séminaire pour les transformer en ateliers de tissage. Les productions sont vendues à Paris, Lyon et Turin.
En 1806, il installe à Chambéry d'autres ateliers dans l'ancien couvent des Annonciades où il fait travailler des orphelins ou des mendiants. Face aux problèmes d'importation avec le Brésil, il fait désormais venir le coton de l'Égypte et d'Asie. Deux de ses cadres, Jean-François Morel et Louis Alexis Jumel, vont se rendre célèbre en Égypte, en développant des usines et une variété de coton plus performante, le coton Jumel, qui dès 1817 place l'Égypte au sein des grands producteurs mondiaux, derrière les États-Unis.
Cependant, pour le développement de son affaire, les capitaux savoyards ne suffisent pas, et Jean-Pierre Duport se tourne vers des capitaux parisiens et suisses.
Après la crise de 1810-1811, il prend sa retraite en 1813, laissant l'affaire à son fils Jean-Dominique. Il détient une fortune estimée à plus d'un million et demi de francs. Son entreprise compte pas moins de 2 000 ouvriers.
Il meurt à Lyon, le 4 décembre 1820.